# Sara (serie televisiva 1976)
Sara è una serie televisiva statunitense in 12 episodi trasmessi per la prima volta nel corso di una sola stagione nel 1976.
È una serie western a sfondo drammatico ambientata ad Independence, Colorado, negli anni 1870 e incentrata sulle vicende della maestra di scuola Sara Yarnell che deve affrontare la sua professione superando ostacoli quali pregiudizi razziali della comunità, ragazzini ribelli o abbandonati, rapitori (nel decimo episodio viene sequestrata e tenuta nascosta tra le montagne). È basata su un romanzo di Marian Cockrell.

## Personaggi e interpreti
- Sara Yarnell (12 episodi), interpretata da Brenda Vaccaro.
- Frank Dixon, Rancher, interpretato da Jerry Hardin.
- Martha Higgins, interpretata da Louise Latham.
- Emmet Ferguson, interpretato da Bert Kramer.
- Martin Pope, interpretato da Albert Stratton.
- Claude Barstow, interpretato da William Phipps.
- Julia Bailey, interpretata da Mariclare Costello.
- Debbie Higgins, interpretata da Debbie Lytton.
- Georgie Bailey, interpretato da Kraig Metzinger.
- Emma Higgins, interpretata da Hallie Morgan.

## Produzione
La serie fu prodotta da Universal TV. Il tema musicale fu composto da Lee Holdridge.

## Distribuzione
La serie fu trasmessa negli Stati Uniti dal 13 febbraio 1976 al 7 maggio 1976 sulla rete televisiva CBS. È stata distribuita anche in Spagna con il titolo Sara.

## Episodi
| Stagione       | Episodi | Prima TV USA |
| -------------- | ------- | ------------ |
| Prima stagione | 12      | 1976         |